# Xhevahir Sukaj
Xhevahir Sukaj (Scutari, 5 ottobre 1987) è un ex calciatore albanese, di ruolo attaccante.

## Carriera

### Nazionale
Vanta una presenza con la maglia della nazionale albanese, dove ha debuttato in una partita amichevole contro l'Azerbaigian, subentrando al minuto 85.

## Statistiche

### Presenze e reti nei club
Statistiche aggiornate al 23 febbraio 2019.
| Stagione                | Squadra                 | Campionato              | Campionato | Campionato | Coppe nazionali | Coppe nazionali | Coppe nazionali | Coppe continentali | Coppe continentali | Coppe continentali | Altre coppe | Altre coppe | Altre coppe | Totale | Totale |
| Stagione                | Squadra                 | Comp                    | Pres       | Reti       | Comp            | Pres            | Reti            | Comp               | Pres               | Reti               | Comp        | Pres        | Reti        | Pres   | Reti   |
| ----------------------- | ----------------------- | ----------------------- | ---------- | ---------- | --------------- | --------------- | --------------- | ------------------ | ------------------ | ------------------ | ----------- | ----------- | ----------- | ------ | ------ |
| 2004-2005               | Vllaznia                | KS                      | 15         | 1          | CA              | 0               | 0               | -                  | -                  | -                  | -           | -           | -           | 15     | 1      |
| 2005-2006               | Elbasani                | KS                      | 4          | 0          | CA              | 0               | 0               | -                  | -                  | -                  | -           | -           | -           | 4      | 0      |
| 2006-2007               | Vllaznia                | KS                      | 31         | 8          | CA              | 0               | 0               | -                  | -                  | -                  | -           | -           | -           | 31     | 8      |
| 2007-2008               | Vllaznia                | KS                      | 28         | 10         | CA              | 1               | 1               | Int                | 2                  | 0                  | -           | -           | -           | 31     | 11     |
| ago. 2008               | Vllaznia                | KS                      | 0          | 0          | CA              | 0               | 0               | CU                 | 3                  | 2                  | -           | -           | -           | 3      | 2      |
| 2008-gen. 2009          | Hacettepe               | SL                      | 11         | 0          | CT              | 1               | 0               | -                  | -                  | -                  | -           | -           | -           | 12     | 0      |
| gen.-giu. 2009          | Vllaznia                | KS                      | 14         | 11         | CA              | 0               | 0               | CU                 | -                  | -                  | -           | -           | -           | 14     | 11     |
| 2009-gen. 2010          | Orduspor                | 1L                      | 10         | 2          | CT              | 1               | 1               | -                  | -                  | -                  | -           | -           | -           | 11     | 3      |
| gen.-giu. 2010          | Ismaily                 | PL                      | 3          | 0          | CE              | 2               | 0               | -                  | -                  | -                  | -           | -           | -           | 5      | 0      |
| 2010-gen. 2011          | NK Zagabria             | 1. HNL                  | 5          | 1          | CC              | 0               | 0               | -                  | -                  | -                  | -           | -           | -           | 5      | 1      |
| gen.-giu. 2011          | Vllaznia                | KS                      | 11         | 6          | CA              | 4               | 0               | -                  | -                  | -                  | -           | -           | -           | 15     | 6      |
| 2011-gen. 2012          | Vllaznia                | KS                      | 9          | 9          | CA              | 2               | 2               | UEL                | 4                  | 2                  | -           | -           | -           | 15     | 13     |
| 2012                    | Sepahan                 | PL                      | 10         | 2          | CI              | 0               | 0               | AFC                | 8                  | 2                  | -           | -           | -           | 18     | 4      |
| 2013                    | Sepahan                 | PL                      | 32         | 11         | CI              | 5               | 2               | AFC                | 5                  | 3                  | -           | -           | -           | 42     | 16     |
| 2014                    | Sepahan                 | PL                      | 7          | 0          | CI              | 0               | 0               | AFC                | 6                  | 2                  | -           | -           | -           | 13     | 2      |
| 2015                    | Sepahan                 | PL                      | 21         | 2          | CI              | 1               | 0               | AFC                | 0                  | 0                  | -           | -           | -           | 22     | 2      |
| Totale Sepahan          | Totale Sepahan          | Totale Sepahan          | 70         | 15         |                 | 6               | 2               |                    | 19                 | 7                  |             | -           | -           | 95     | 24     |
| 2015-2016               | Partizani Tirana        | KS                      | 31         | 21         | CA              | 1               | 1               | UEL                | -                  | -                  | -           | -           | -           | 32     | 22     |
| 2016-gen. 2017          | Perak                   | MSL                     | 4          | 2          | CM              | 0               | 0               | -                  | -                  | -                  | -           | -           | -           | 4      | 2      |
| gen.-giu. 2017          | Partizani Tirana        | KS                      | 8          | 2          | CA              | 0               | 0               | UCL+UEL            | -                  | -                  | -           | -           | -           | 8      | 2      |
| 2017-gen. 2018          | Partizani Tirana        | KS                      | 10         | 2          | CA              | 1               | 1               | UEL                | 2                  | 1                  | -           | -           | -           | 13     | 4      |
| Totale Partizani Tirana | Totale Partizani Tirana | Totale Partizani Tirana | 49         | 25         |                 | 2               | 2               |                    | 2                  | 1                  |             | -           | -           | 53     | 28     |
| gen.-giu. 2018          | Vllaznia                | KS                      | 18         | 8          | CA              | 0               | 0               | -                  | -                  | -                  | -           | -           | -           | 18     | 8      |
| Totale Vllaznia         | Totale Vllaznia         | Totale Vllaznia         | 126        | 53         |                 | 7               | 3               |                    | 9                  | 4                  |             | -           | -           | 142    | 60     |
| lug.-ott. 2018          | Laçi                    | KS                      | 2          | 0          | CA              | 0               | 0               | UEL                | -                  | -                  | SA          | -           | -           | 2      | 0      |
| gen.-giu. 2019          | Flamurtari Valona       | KS                      | 2          | 0          | CA              | 1               | 0               | -                  | -                  | -                  | -           | -           | -           | 3      | 0      |
| Totale carriera         | Totale carriera         | Totale carriera         | 286        | 98         |                 | 20              | 8               |                    | 30                 | 12                 |             | 0           | 0           | 336    | 118    |

### Cronologia presenze e reti in nazionale
| Cronologia completa delle presenze e delle reti in nazionale ― Albania | Cronologia completa delle presenze e delle reti in nazionale ― Albania | Cronologia completa delle presenze e delle reti in nazionale ― Albania | Cronologia completa delle presenze e delle reti in nazionale ― Albania | Cronologia completa delle presenze e delle reti in nazionale ― Albania | Cronologia completa delle presenze e delle reti in nazionale ― Albania | Cronologia completa delle presenze e delle reti in nazionale ― Albania | Cronologia completa delle presenze e delle reti in nazionale ― Albania |
| Data                                                                   | Città                                                                  | In casa                                                                | Risultato                                                              | Ospiti                                                                 | Competizione                                                           | Reti                                                                   | Note                                                                   |
| ---------------------------------------------------------------------- | ---------------------------------------------------------------------- | ---------------------------------------------------------------------- | ---------------------------------------------------------------------- | ---------------------------------------------------------------------- | ---------------------------------------------------------------------- | ---------------------------------------------------------------------- | ---------------------------------------------------------------------- |
| 19-11-2008                                                             | Baku                                                                   | Azerbaigian                                                            | 1 – 1                                                                  | Albania                                                                | Amichevole                                                             | -                                                                      | 85’                                                                    |
| Totale                                                                 |                                                                        | Presenze                                                               | 1                                                                      |                                                                        | Reti                                                                   | 0                                                                      |                                                                        |

## Palmarès

### Club

#### Competizioni nazionali
- Campionato albanese: 1

Elbasani: 2005-2006
- Campionato iraniano: 2

Sepahan: 2011-2012, 2014-2015
- Coppa d'Albania: 1

Vllaznia: 2007-2008
- Coppa dell'Iran: 1

Sepahan: 2012-2013